# كل يوم عيد
كل يوم عيد هو فيلم لبناني من إنتاج عام 2009 للمخرجة اللبنانية ديما الحر. وسيشارك الفيلم في مهرجان تورونتو للسينما للعام  2009. يذكر ان كل يوم عيد هو أول فيلم طويل للمخرجة الحر.

## محور القصة
تلتقي ثلاث نساء من بيئات مختلفة برحلة لزيارة أقارب في السجن في يوم عيد الاستقلال. خلال هذه الرحلة تنشغل كل منهنّ بمحاولة إيجاد استقلاليتها.

## الطاقم التمثيلي
- منال خضر بدور تمارا
- رايا حيدر بدور سهام
- هيام عباس.

## وصلات خارجية
- كل يوم عيد على موقع IMDb (الإنجليزية)
- كل يوم عيد على موقع روتن توميتوز (الإنجليزية)
- كل يوم عيد على موقع قاعدة بيانات الأفلام العربية
- كل يوم عيد على موقع ألو سيني (الفرنسية)
- كل يوم عيد على موقع Turner Classic Movies (الإنجليزية)
- كل يوم عيد على موقع أول موفي (الإنجليزية)
- كل يوم عيد على موقع فيلمافينيتي (الإسبانية)
- كل يوم عيد على موقع قاعدة بيانات الفيلم (الإنجليزية)
- كل يوم عيد على موقع ليتربوكسد (الإنجليزية)
- كل يوم عيد على موقع كينوبويسك (الروسية)

.
- شريط دعائي للفيلم على يوتيوب.